# Evangelische Kirche Herchen

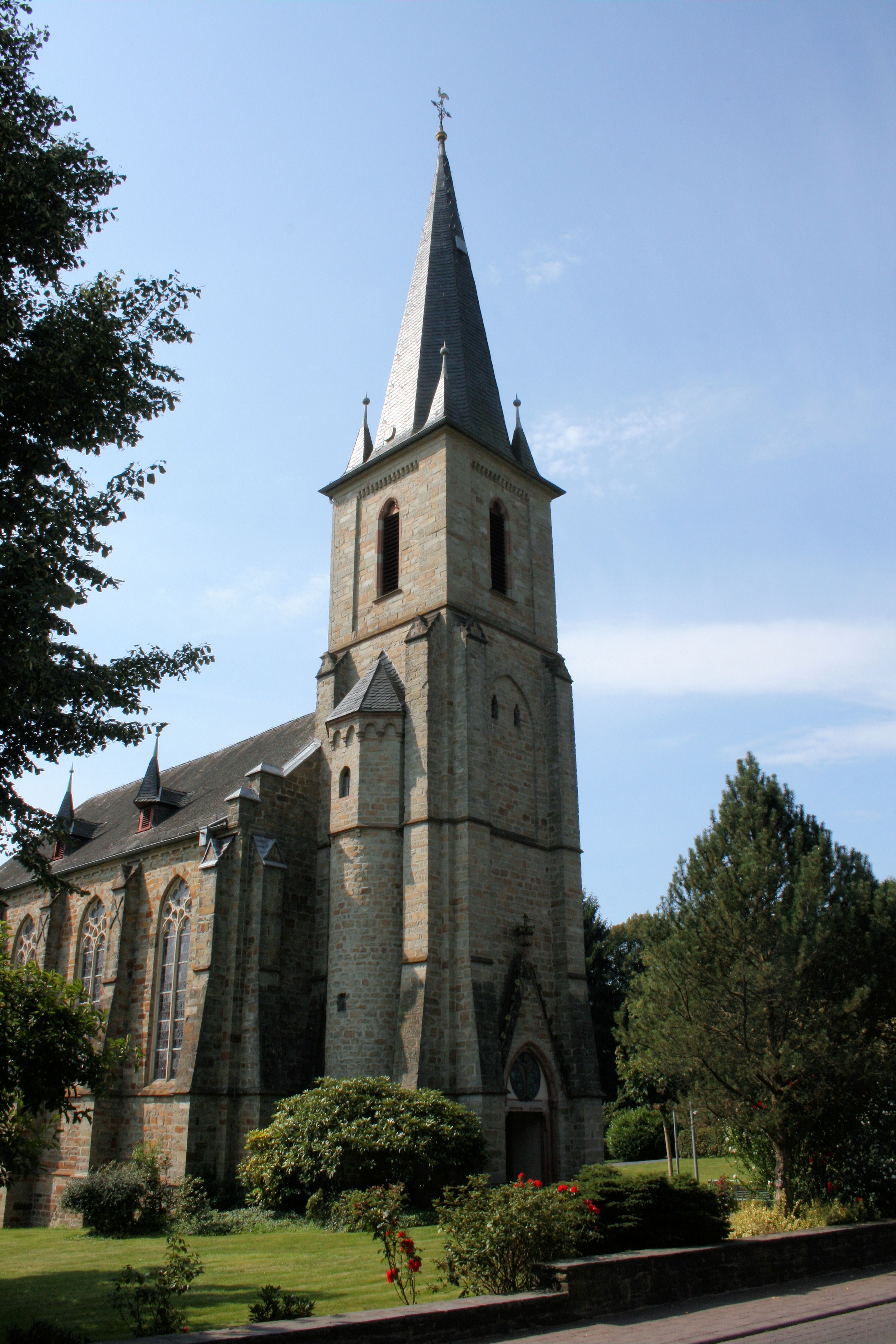

Die Evangelische Kirche Herchen in der Gemeinde Windeck im Rhein-Sieg-Kreis in Nordrhein-Westfalen wurde 1878 erbaut und 1879 eingeweiht. Der Turm wurde wegen Finanzierungsschwierigkeiten erst 1885 fertiggestellt. Die Kirchengemeinde Herchen gehört zum Kirchenkreis An Sieg und Rhein der Evangelischen Kirche im Rheinland.

## Vorgeschichte der Kirchengemeinde
Nach der Reformation wurde Herchen um 1550 lutherisch. Durch Wechsel der Landesherren wurden ab 1638 wieder katholische Pfarrer eingesetzt und die evangelische Gemeinde konnte sich nur noch inoffiziell versammeln. Seit 1668 wieder ein evangelischer Pfarrer berufen wurde, diente die Kirche St. Peter beiden Konfessionen als Simultaneum. Seit 1835 vorliegende Pläne zum Bau einer eigenen Kirche wurden wegen der geringen angebotenen Abfindung der katholischen Gemeinde nicht umgesetzt. 1857/1861 trennte sich die durch preußische Verwaltungsbeamte und zugewanderte Unternehmer gewachsene evangelische Gemeinde Eitorf-Uckerath ab. Die alte Kirche wurde baufällig und hohe Reparaturkosten standen an. 1874 erging ein Spendenaufruf an die evangelischen Kirchen der Provinz Rheinland für einen neuen Kirchenbau. Ein Jahr nach der Ausschreibung im Jahr 1877 wurde der Grundstein für die eigene Kirche gelegt.

## Gebäude
Die einschiffige Hallenkirche mit Polygonalchor wird von einem verschieferten Satteldach mit kleinen Gauben überspannt. Baumaterial war Grauwacke, die Wandöffnungen und Gesimse sind aus Werkstein.
Im Inneren ist das Langhaus in vier Joche mit Kreuzgratgewölben unterteilt. Der Altar ist aus Sandstein, die Seitenteile wurden 1976 entfernt. Die Kanzel ist aus Holz im neugotischen Stil gehalten und mit einem modernen Schalldeckel versehen. 1979 wurde anstelle der alten Luftheizung eine Multibeton-Fußbodenheizung installiert.
Der vorgestellte quadratische Turm hat einen neugotischen Stil und ist durch Gesimse in vier Geschosse gegliedert. Dessen Helmdach mit vier Ecktürmchen ist verschiefert. Das Eingangsportal im Turm mit einem Wimperg aus Buntsandstein befindet sich an der Nordseite zur Hauptstraße hin.

## Glocken
Die ursprünglichen Glocken wurden im Ersten Weltkrieg eingeschmolzen. Am 21. September 1925 wurden drei neue Glocken angeschafft werden, da die Gemeinde 1923 ihr ganzes Barvermögen verlor. Die zwei großen Glocken hiervon wurden im Zweiten Weltkrieg 1942 wiederum requiriert und eingeschmolzen. Sie wurden erst 1981 ersetzt.

## Orgel
Die Orgel war vor dem Ankauf schon kurzfristig in einer Kirche in Wuppertal gebraucht worden und wurde von der Firma Ibach geliefert. Die Prospektpfeifen mussten 1917 ausgebaut und abgeliefert werden und konnten 1922 nur durch einfache Zinnpfeifen ersetzt werden. Am 4. Mai 1974 wurde sie vollständig restauriert, nur einige Originalteile blieben erhalten. Die Orgel steht auf einer hölzernen Empore.

## Fenster
Die zweibahnigen Spitzbogenfenster wurden Mai 1945 durch die Sprengung der Siegbrücke zerstört und bis 1949 ersetzt. 1973 wurden die wegen Qualitätsmängeln schadhaften Nachkriegsfenster durch den Bonner Glasmaler Karl Jörres ersetzt. Die heutigen Fenster sind abstrakt gestaltet, nur die Vierpässe zeigen Symbole der Evangelisten und der Religion. Das erst 1975 fertiggestellte Chorfenster zeigt Ähren und Weintrauben.

## Denkmalschutz
Die Kirche ist unter der Nummer A 26 in die Liste der Baudenkmäler in Windeck eingetragen.